# دانیلا شات
دانیلا شات (آلمانی: Daniela Schadt؛ زادهٔ ۳ ژانویهٔ ۱۹۶۰) روزنامه‌نگار اهل آلمان و از سال ۲۰۰۰ میلادی، همخانه قانونی یوآخیم گاوک، رئیس جمهوری آلمان است. گاهی در رسانه‌ها از وی به عنوان بانوی اول آلمان نیز یاد می‌شود.
شات تحصیل کرده رشته‌های آلمانی، فرانسوی و سیاست در دانشگاه گوته فرانکفورت است. در سال ۱۹۸۵ شات به عنوان ویراستار روزنامه نورنبرگر تسایتونگ و همچنین مسئول بخش سیاست آلمان در همین روزنامه گزیده شد. پس از انتخاب گاوک به عنوان رئیس جمهور، او شغل خود در روزنامه را ترک کرد.